# 瓦尔特·雅各布松
瓦尔特·雅各布松（瑞典語：Walter Jakobsson，1882年2月6日—1957年6月10日），芬兰男子花样滑冰运动员。他曾代表芬兰参加1920年夏季奥林匹克运动会花样滑冰比赛，获得双人滑项目金牌。